# Castanheiras
Castanheiras este un oraș în Rondônia (RO), Brazilia.